# Nanocząstki miedzi
Nanocząstki miedzi – cząstki miedzi o wymiarach „nano”, tj. zawierających się w zakresie od 1 do 100 nm. Powstają w wyniku procesów naturalnych lub w wyniku syntezy chemicznej.
Znaczenie nanocząstek miedzi wynika z ich historycznego zastosowania jako barwnika i współczesnego stosowania w biomedycynie.

## Historia
Obecność nanocząstek miedzi stwierdzono już w wyrobach z czasów starożytnych. We Włoszech odnaleziono fragmenty szkła pochodzące z późnej epoki brązu, które zabarwione są na czerwono dzięki nanocząstkom miedzi. Podobne przykłady barwienia szkła odnotowano również w Starożytnym Rzymie. Nanocząstki miedzi odnaleziono również w czerwonej celtyckiej emalii z 400–100 r. p.n.e. Dekoracyjne zastosowanie nanocząstek miedzi zaobserwowano również w Mezopotamii, gdzie uzyskiwano dzięki nim lśniącą emalię na ceramicznych przedmiotach. W XIX-wiecznej Japonii nanocząstki miedzi nadawały czerwoną barwę szkłu Satsuma.

## Wytwarzanie
Synteza nanocząstek miedzi nie jest łatwa, ponieważ silnie rozdrobniona miedź bardzo szybko ulega utlenianiu. Stawia ją to w opozycji do nanocząstek złota i srebra, które nie wchodzą w reakcję z tlenem z taką łatwością. Tworzenie się tlenku miedzi na powierzchni nanocząstek zmniejsza ich konduktywność, przez co jest to zjawisko niepożądane. W celu zapobiegania utleniania nanocząstek, procesy syntezy prowadzi się w środowisku bezwodnym i w atmosferze obojętnej (np. argonu lub azotu). Metody syntezy nanocząstek miedzi można podzielić na fizyczne i chemiczne. Te pierwsze są bardzo skomplikowane i wymagają wyrafinowanego sprzętu i technologii. Metody chemiczne są znacznie chętniej stosowane, ponieważ są prostsze do przeprowadzenia i zapewniają wysoką jakość produktu. Poniżej opisano kilka metod chemicznych otrzymywania nanocząstek miedzi.

### Redukcja chemiczna
Olbrzymią zaletą tej metody jest możliwość kontroli wzrostu i morfologii nanocząstek poprzez odpowiednie dostosowanie warunków reakcji. Proces polega na zredukowaniu soli miedzi odpowiednim reduktorem (np. hydrazyna, borowodorek sodu, kwas askorbinowy, poliole). Proces można prowadzić w obojętnej atmosferze, w celu ograniczenia utleniania nanocząstek miedzi.

### Mikroemulsje
Metoda polega na utworzeniu emulsji składającej się z prekursorów miedzi, reduktora (podobnie jak w metodzie redukcji chemicznej) oraz surfaktantu, zapewniającego utworzenie stabilnej emulsji. Na parametry otrzymanych nanocząstek mają wpływ czynniki warunkujące stabilność emulsji. Należą do nich: rodzaj i ilość surfaktantu, stężenie prekursora, rodzaj fazy olejowej oraz stosunek fazy wodnej do olejowej.

### Dysocjacja termiczna
Proces wymagający odpowiedniego urządzenia (np. autoklawu), które umożliwia prowadzenie procesu w podwyższonej temperaturze i pod wysokim ciśnieniem. Warunki te mają ułatwić interakcję prekursorów podczas procesu. Rozpuszczalnikiem stosowanym w tej metodzie może być woda. Proces umożliwia uzyskanie różnej geometrii produktu, m.in. cienkich filmów, proszków, pojedynczych kryształów i nanokryształów.

### Synteza elektrochemiczna
Szeroko stosowana metoda syntezy, głównie przez swoją prostotę, dostępność aparatury, mniejsze zanieczyszczenie i przyjazność dla środowiska naturalnego. Metoda pozwala uzyskać warstwy metali (lub stopów) lub skomplikowane obiekty z roztworów prekursora, dzięki zmianie jego stopnia utlenienia poprzez działanie prądu elektrycznego. Proces przebiega w temperaturze pokojowej i pozwala na dobrą kontrolę grubości i morfologii uzyskanej warstwy.

## Właściwości

### Antybakteryjne
Nanocząstki miedzi wykazują działanie antybakteryjne i przeciwgrzybicze. Jest ono słabsze niż w przypadku nanocząstek srebra czy tlenku cynku, co powoduje konieczność stosowania większych stężeń. Cena nanocząstek miedzi jest jednak niższa niż nanocząstek metali szlachetnych.

### Optyczne
Nanocząstki miedzi wykazują zjawisko powierzchniowego rezonansu plazmonowego (SPR).

### Przewodność elektryczna i cieplna
Miedź w formie nanocząstek, podobnie jak miedź lita, wykazuje bardzo dobre przewodnictwo elektryczne i cieplne. Sprawia to, że chętnie stosuje się je jako przewodniki ciepła albo w procesie inkjet printingu.

## Zastosowanie

### Przewodniki i wymienniki ciepła
Z powodu bardzo dobrego przewodnictwa elektrycznego nanocząstki miedzi stosowane są jako przewodniki. Dobra przewodność cieplna sprawia, że mogą być stosowane jako dodatek do płynów stosowanych w wymiennikach ciepła.

### Panele słoneczne
Nanocząstki miedzi, podobnie do złota czy srebra, wykazują zjawisko powierzchniowego rezonansu plazmonowego (SPR), co może znajdować zastosowanie w panelach słonecznych, w celu poprawienia ich wydajności, choć ze względu na większą trwałość, do tego celu wykorzystuje się częściej nanocząstki złota i srebra.

### Dezynfekcja
Dzięki swoim właściwościom antybakteryjnym i antygrzybicznym, nanocząstki miedzi wykorzystuje się do zabezpieczenia powierzchni w miejscach publicznych i szpitalach przed drobnoustrojami. Nanocząstkami miedzi można pokryć armaturę, artykuły kuchenne, wyposażenie szpitali, zabawki i wiele innych przedmiotów, które mogą być potencjalnym nośnikiem patogenów.

### Oczyszczanie wód
Wśród możliwych zastosowań nanocząstek miedzi można wymienić stosowanie ich jako adsorbentu szkodliwych substancji z wód naturalnych. Zdolność nanocząstek miedzi do adsorpcji ketoprofenu z roztworów wodnych pozwala przypuszczać, że znajdą one zastosowanie jako ekologiczne i ekonomiczne środki oczyszczania wód.